# Bāisonqur

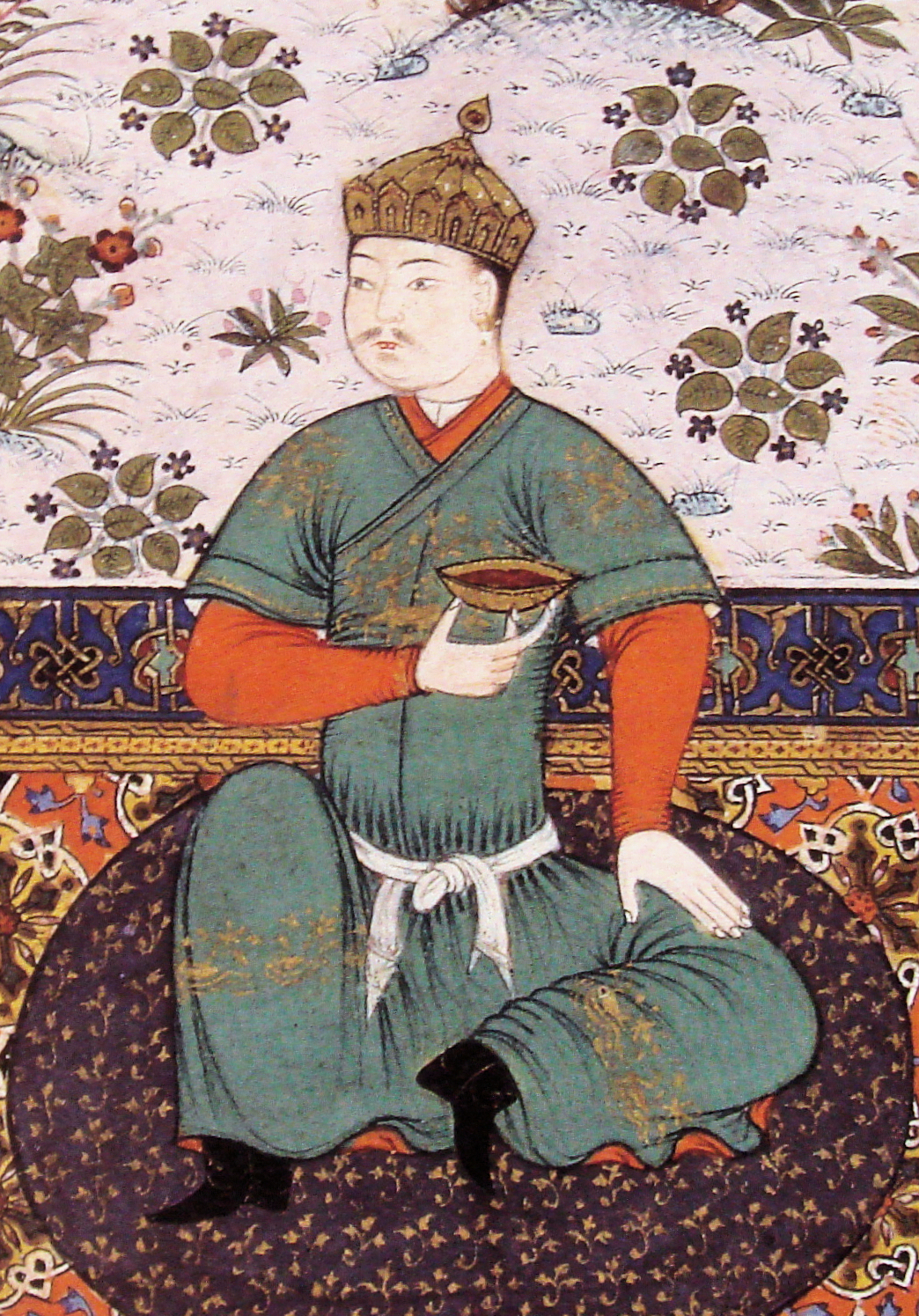
Baisongor in Herat, 1429

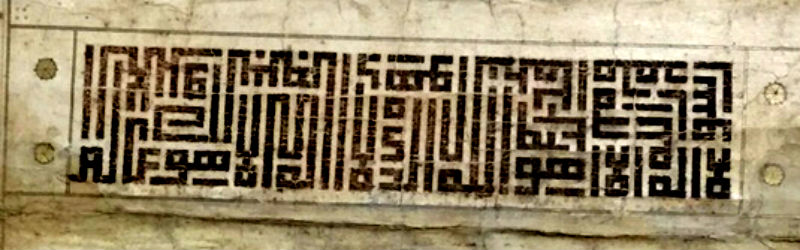
Kalligrafie des Baisongor

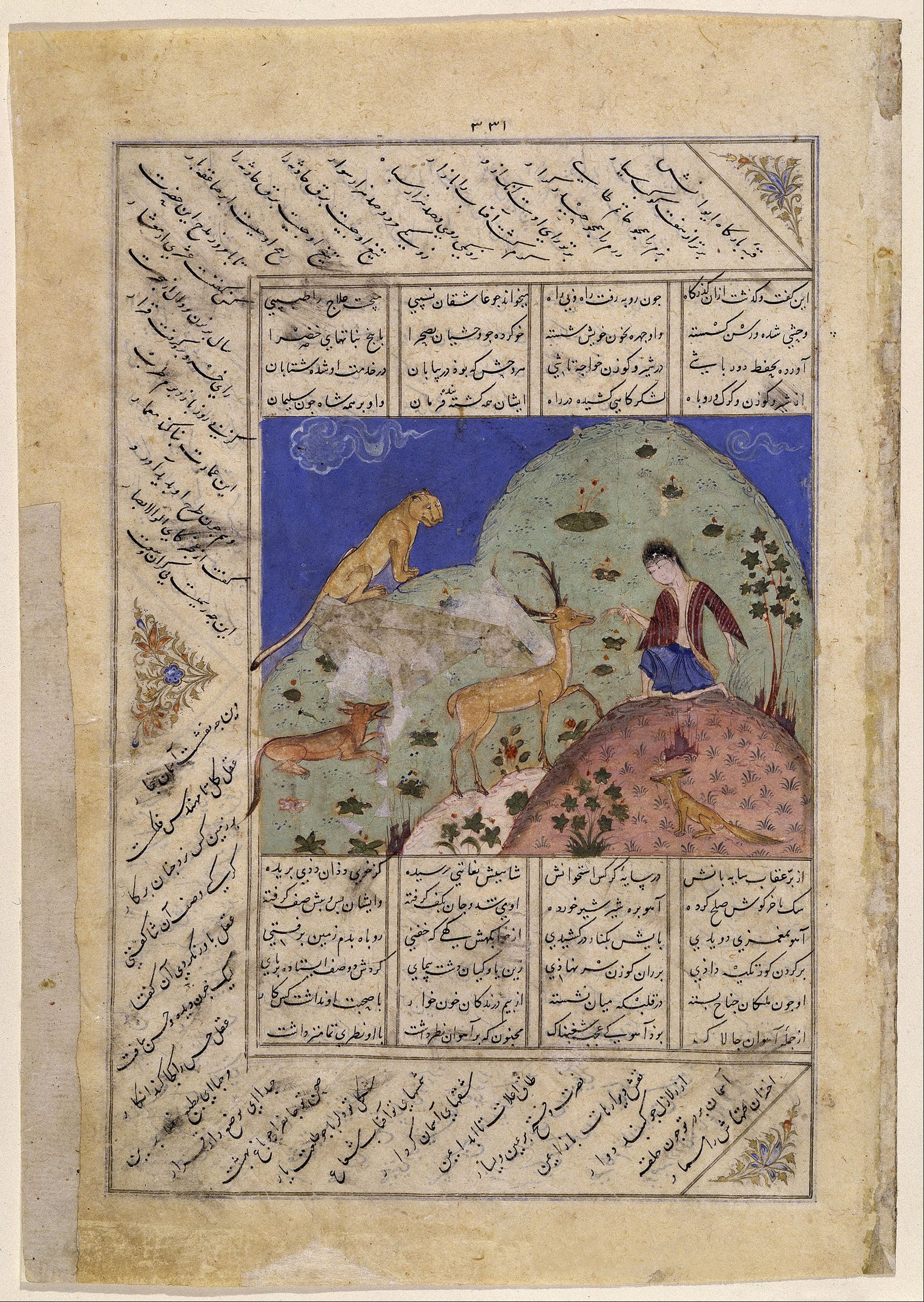
Madschnun unter den wilden Tieren in der sogenannten Bāisonqur-Handschrift

Gīāṭ al-dīn Bāysonḡor, allgemein bekannt als Baisonqur oder Baysonqor, auch Sultan Bāysonḡor Bahādor Khan (* 16. September 1397, Herat; † 20. Dezember 1433, Bāḡ-e Safīd Palast in der Nähe von Herat) war ein timuridischer Prinz. Vor allem als Förderer der Künste und der Architektur bekannt, war er ein führender Mäzen der Miniaturmalerei, Auftraggeber des nach ihm benannten Bāisonqur-Schāhnāme und selbst Kalligraf.
Bāisonqur war ein Sohn von Schāh Ruch und Gauhar-Schad.
Aus der Sicht moderner Historiker war Bāisonqur ein besserer Staatsmann als sein berühmter älterer Bruder Ulugh Beg, der Schāh Ruch auf dem Thron folgte.
Im Museum für Islamische Kunst in Berlin befindet sich eine 1420 in Schiras vollendete Anthologie persischer Dichtung mit 950 Seiten und 29 Miniaturen aus dem Besitz Bāisonqurs, die 1925 erworben wurde.